# Église Saint-Germain de Couvin
L’église Saint-Germain (également dite ‘église Notre-Dame’) est un édifice religieux catholique sis au cœur de la petite ville de Couvin dans la province de Namur, en Belgique. Une très ancienne chapelle castrale du XIIIe siècle est remplacée par une église paroissiale au XVIe, et finalement par l’édifice néogothique actuel datant de 1863. Elle est le lieu de culte de la communauté catholique de la ville. 

## Histoire
Une chapelle castrale est mentionnée dans un document de 1218, décrivant le château de Couvin (le castellum de Covino). En 1299 Couvin (car déjà fortifiée) reçoit le titre de Bonne ville de la principauté de Liège. Des moines venus de l’abbaye de Saint-Germain-des-Prés de Paris construisent une église carolingienne (là ou se trouve aujourd’hui la place Général Piron), tout naturellement placée sous le patronage de Saint-Germain. De tout cela il ne reste rien… sauf le nom de faubourg Saint-Germain donné aux habitations en rive gauche de l’Eau noire. 
Au XVIIe siècle, la ville ayant pris de l’importance une nouvelle église paroissiale fut construite, cette fois à l’intérieur des fortifications. Elle est dédiée à Notre-Dame. Une gravure de la ville de Couvin (1738) par l’artiste Remacle Le Loup témoigne de la grande allure du nouvel édifice dominant la ville de son haut et gracieux clocher. 
À l’exception du clocher légèrement bulbeux l’édifice est reconstruit en style néogothique, et agrandi, en 1863 pour redevenir ‘église Saint-Germain’ en souvenir des moines pionniers. L’architecte en est le bruxellois Deman. 

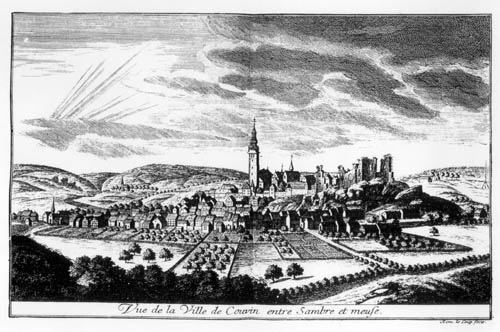
La ville de Couvin (avec son église): gravure de Remacle Le Loup (1738)

## Situation
Située dans la vieille ville, en rive droite de l’Eau noire et en haut de la pittoresque rue de la Ravalagne (en escaliers), l’église Saint-Germain borde la fausse porte de l’ancien couvent des Récollectines fondé en 1629, qui eut une place importante dans l’éducation de la jeunesse couvinoise. Le couvent fut supprimé lorsque la principauté de Liège fut annexée par la république française, et la plupart de ses bâtiments démolis en 1798. Il en reste le jardin du couvent qui borde l’église, la fausse porte et la maison de l’aumônier.

## Description
Construite au XIXe siècle en pierre calcaire la nouvelle nef, s’étendant plus en longueur, est légèrement réorientée vers l’Est, encastrant presque complètement le clocher baroque de l’ancienne église (restauré en 1934) sur lequel elle n’est plus exactement alignée. Bien que l’entrée de l’église se fasse aujourd’hui par la rue de la Ravalagne, son portail monumental avec escalier en fer à cheval, sur le côté gauche de la nef, s’ouvre sur la grand-place de Couvin (ancienne place de l’église).
À l’intérieur on remarque plus particulièrement les œuvres d’ébénisterie couvinoise : la chaire de vérité, le confessionnal et un autel avec son retable. 